# Peltariopsis planisiliqua
Peltariopsis planisiliqua är en korsblommig växtart som först beskrevs av Pierre Edmond Boissier, och fick sitt nu gällande namn av Nikolaj Adolfovitj Busj. Peltariopsis planisiliqua ingår i släktet Peltariopsis och familjen korsblommiga växter. Inga underarter finns listade i Catalogue of Life.